# Agatodemon (cartógrafo)
Agatodemon (en griego antiguo: Ἀγαθοδαίμων) fue un cartógrafo egipcio. Natural de Alejandría, todo lo que se sabe de él es que fue el diseñador de algunos mapas que ilustraran la Geographia de Ptolomeo.  En varios manuscritos de Ptolomeo se encuentran anexadas copias de sus mapas. Uno de ellos está en Viena, otro en Venecia.
En el final de cada uno de esos manuscritos está el siguiente aviso:
Ἐκ τῶν Κλαυδίου Πτολεμαίου Γεογραφικῶν βιβλίων ὄκτο τὴν οἰκουμένην πᾶσαν Ἀγαθοδαίμων Ἀλεξανδρεὺς ὑπετύπωσε
Agatodemo de Alejandría delineó todo el mundo habitado de acuerdo con los ocho libros sobre Geografía de Claudio Ptolomeo
El manuscrito de Viena de Ptolomeo es uno de los más bellos existentes. Los mapas anexados a él, en total de veinte y siete, incluyen un mapa general, diez mapas de Europa, cuatro de África, y doce de Asia. Todos son coloridos, con agua representada por el color verde, las montañas por el rojo o anaranjado, y los terrenos en blanco. Los climas, los paralelos, y las horas del día más largo del año, son marcados en el margen derecho de los mapas, y los meridianos en los márgenes superiores e inferiores.
No hay ninguna evidencia de cuando vivió Agatodemo, el único registro preservado a respetó sobre él es el citado arriba. Puede que sea la misma persona que el alquimista que vivió en el siglo III, Agatodaimo. Hubo también un gramático de mismo nombre, a quien algunos historiadores indican que se trata del Agatodemo en cuestión. Otros autores, entretanto, consideran al delineante de los mapas un contemporáneo de Ptolomeo del siglo II, que menciona algunos mapas (πίνακες), que son parecidos a los manuscritos en cantidad y temas con los de Agatodemo.